# 椎名光
椎名光（日文：（ Shina Hikaru，1994年11月18日—），暱稱椎名pikalin(椎名ぴかりん），出生於日本千葉縣，日本女性模特兒，Vithmic Co., Ltd事務所所屬。中學時以辣妹模特兒出道，她非常熱愛次文化，對於動漫、遊戲、角色扮演都甚有研究，有特色的時尚和行動都受到狂熱粉絲的支持，從雙馬尾到現在，帶領了病嬌、痛穿搭等時尚的崛起，成為新時尚的先驅者。
另外，演藝方面以從「椎名PIKARIN」魔界來的魔界人偶像的角色在活動中。所屬事務所為「Vithmic」。所屬唱片公司到2016年都是avex，2016年開始為FORCE MUSIC。

## 經歷

### 模特兒
中學的時候被挖掘，從2009年開始以讀者模特兒之姿出現在辣妹雜誌「egg」「Ranzuki」「Popteen」。明明是辣妹卻又是宅女這種反差讓她累積大量人氣，年紀最輕卻登上好幾次封面，也讓很多合作商品和原創商品大賣。2013年成為雙馬尾協會的師範代表，自己第一次出版的工具書「椎名ぴかりん解体新書」也獲的前所未有的人氣而重新印刷。2015年出版了寫真集「ひかりハタチのりょーいき」，作為寫真偶像表現也非常亮眼。現在也是「KERA」「ZIPPER」等雜誌的專屬模特兒，也出演在各電視節目中。另外她在從事偶像活動的同時，也是服飾品牌「MissaMissa」的設計師，融入角色扮演、動漫的獨特時尚讓她不只是在日本，在台灣、中國等中華圈也備受支持。

### 演藝事業
2012年12月12日，avex以「椎名ぴかりん」之名讓椎名光出道。號稱從魔界來的魔界偶像引起話題，PV等播放次數超過50萬人次。另外，ボカロP也獲得非常大的人氣，也透過avex發行了「侵略ぴかりん伝説☆」と「とろあまちゅ」兩支單曲。
2014年發行迷你專輯「漆黒の闇に染まりし歌声が貴様にも聞こえるか…」。隔年2015年的第二張專輯「MAKAI NO OWARI」，由於讓中川翔子、Bis、BiSH的樂曲製作人松隈ケンタ製作，也在發行後引發極大話題。
2016年開始轉為FORCE MUSIC，2016年5月3日發行「魔界心中／MITSU TO BATSU」單曲，第一次上榜就分別登上ORICON daily第11名，ORICON weekly第17名的寶座。
LIVE的世界觀被通稱為「魔界」，而來到現場的粉絲被稱為「魔界人」，在現場的表演有土下座跪地、赤腳等表演都令人印象深刻。有別於一般偶像作風的演出讓她打出獨特的世界觀，在台灣、中國、新加坡等海外都受到支持以及邀請。

## 人物
小學的時候外表看起來很華麗，因此和周圍格格不入，沒什麼朋友。綽號是歐巴桑大人。
那時候開始就很喜歡華麗的穿搭，常常看「小惡魔ageha」、「egg」等辣妹雜誌。中學二年級的時候在路上被挖掘，成為讀者模特兒。因為特別的個性和風格馬上就在中學生圈引起轟動，確立了自己的領域，人生也有了很大的轉變。

### 興趣・特技
小時候就每天晚上和家人一起觀看恐怖片和殭屍電影，也因此喜歡上恐怖系、黑暗的東西。另外，特別喜歡丸尾末廣的「少女樁」和古屋兔丸的「ライチ☆光クラブ」。最近在看松本光司的「彼岸島」。喜歡視覺系樂團和搖滾樂團，特技是甩頭。

## 出演

### 雑誌
- 『Ranzuki』（2009年～2010年）
- 『egg』（2009年～2010年）
- 『Popteen』（2010年～2016年）
- 『RyuRyu』（2010年12月）
- 『Up To Boy』（2014年）
- 『KERA』（2015年よりレギュラーモデル）
- 『SAMURAI ELO』（2015年6月）

### 主要LIVE
- 『TOKYO IDOL FESTIVAL2014 @台場・青海特設会場』（2014年8月）
- 『MOSHI MOSHI NIPPON FESTIVAL 2015 @台湾』（2015年6月）
- 『SEKIGAHARA IDOL WARS2015 @桃配運動公園』（2015年7月）
- 『MOSHI MOSHI NIPPON FESTIVAL 2015 @新加坡』（2015年9月）
- 『VAMPS 主宰 HALLOWEEN PARTY 2015 @神戸WORLD記念HALL』（2015年10月）
- 『MOSHI MOSHI NIPPON FESTIVAL 2015 @東京體育館』（2015年11月）
- 『名古屋ROCK FESでらロックフェスティバル 2016』（2016年3月）
- 『iCON DOLL LOUNGE @日比谷野外音楽堂』（2016年4月）
- 『名古屋ROCK FESFREEDOM NAGOYA2016 @大高緑地特設STAGE』（2016年6月）

### 主要活動
- 上海国際博覧会（2010年6月）
- 『アゲる！POP祭り2010』（2010年8月）
- 関西コレクション（2014年9月）
- 『Choc Girls Collection in Taiwan』（2013年9月、2014年10月）

### 電視廣告
- 『ピュレグミ』（2010年10月より）
- 『Y!mobile』（2014年8月より）
- 『SPACE SHOWER TV』（2015年7月より）

### 電視節目
- 『おはスタ』（2014年1月10日 -、東京電視台）
- 『有吉ジャポン』（2014年8月1日 -、TBS）
- 『マルコポロリ』（2014年8月3日 -、KTV）
- 『ナカイの窓』（2014年8月6日 -、日本電視台）
- 『NEXT』（2014年8月17日 -、CS富士電視台）
- 『Kawaii Asia』（2014年開始固定來賓出演中 -、MBS/SSTV）
- 『浜ちゃんが!』（2015年4月17日 -、讀賣電視台・日本電視台系列）
- 『めざましテレビ』NewFaceコーナー（2015年8月19日 -、富士電視台）
- 『アウト×デラックス』（2015年9月17日 -、富士電視台）
- 『ダウンタウンDX』（2016年5月12日 -、讀賣電視台制作・日本電視台系列）

### 電台節目
- 『椎名ひかりのひかりぼっち放送局』（2015年4月 - 、NACK-5「i-Meet Up!」）

### 聲優
- 劇場卡通『どーにゃつ』（2013年6月1日 - ） - ローニャ役
- 短編ドール・アニメーション『MILPOM★』（2015年9月5日 - ） - MILPOM役

### INTERNET放送
- 『YouTubeチャンネル「椎名ひかりのりょーいき」』 （页面存档备份，存于）

### 其他
- 音楽PV：「アキラブ」（Juliet、2010年10月13日発売）
- オリジナル・ブランド：『MissaMissa』 （页面存档备份，存于）

## 書籍
- 椎名PIKARIN 解体新書（角川春樹事務所）
- 写真集「ひかりハタチのりょーいき」（ワニブックス）

## DISCOGRAPHYー

### 單曲CD
椎名ぴかりん名義
1. 侵略ぴかりん伝説☆（2012年12月12日）
2. とろあまちゅ（2013年10月16日）
3. 魔界心中/MITSU TO BATSU（2016年5月3日）

### 迷你專輯
椎名ぴかりん名義
1. 漆黒の闇に染まりし歌声が貴様にも聞こえるか…（2014年5月21日）
2. MAKAI NO OWARI（2015年8月26日）

## 外部連結
- 『椎名ぴかりん オフィシャルサイト （页面存档备份，存于）』
- 『椎名ひかり 公式Twitter （页面存档备份，存于）』
- 『椎名ひかり Official Instagram （页面存档备份，存于）』
- 『椎名ひかり 公式 LINE Blog （页面存档备份，存于）』
- 『椎名ひかり Youtube「椎名ひかりのりょーいき」 （页面存档备份，存于）』
- 『魔界心中 オリジナルサイト （页面存档备份，存于）』
- 『椎名ひかり Facebook （页面存档备份，存于）』
- 『椎名光 Facebook（台湾版） （页面存档备份，存于）』
- 『椎名ひかり 公式 Ameba Blog （页面存档备份，存于）』